# Große Fetthenne
Die Große Fetthenne (Hylotelephium telephium (L.) H.Ohba, Synonym: Sedum telephium L.) ist eine Art der Gattung Hylotelephium in der Familie der Dickblattgewächse (Crassulaceae). Bei der Großen Fetthenne handelt es sich dabei um eine Sammelart, also die Zusammenlegung mehrerer früher einzeln beschriebener, nah verwandter Kleinarten. Die Art kommt in fast ganz Europa vor und wächst vorwiegend auf trockenen Standorten wie Mauern, Felsen, trockenen Wäldern oder Feldrainen.

## Beschreibung
Die Große Fetthenne ist eine sukkulente ausdauernde Pflanze, die Wuchshöhen von 25 bis 50 cm erreicht, einen aufrechten, kahlen Stängel und dicke, rübenförmige Rhizome besitzt. Die Laubblätter sind länglich-eiförmig und ungleich gezähnt.
Die grünlich bis gelben oder purpurnen Blüten erscheinen im Juli bis September. Im Herbst sterben die  oberirdischen Teile der Pflanze ab, während die verdickte Wurzel und Überwinterungsknospen überleben und ein schnelles Austreiben im Frühjahr ermöglichen.
Die Art hat die Chromosomenzahlen 2n = 24, 36 oder 48.

## Ökologie
Die Schwebfliege Cheilosia semifasciata ist ein Blattminierer der Großen Fetthenne. Die Raupe des Fetthennen-Bläulings kann ebenfalls daran vorkommen, allerdings lebt sie wohl sehr versteckt.

## Systematik

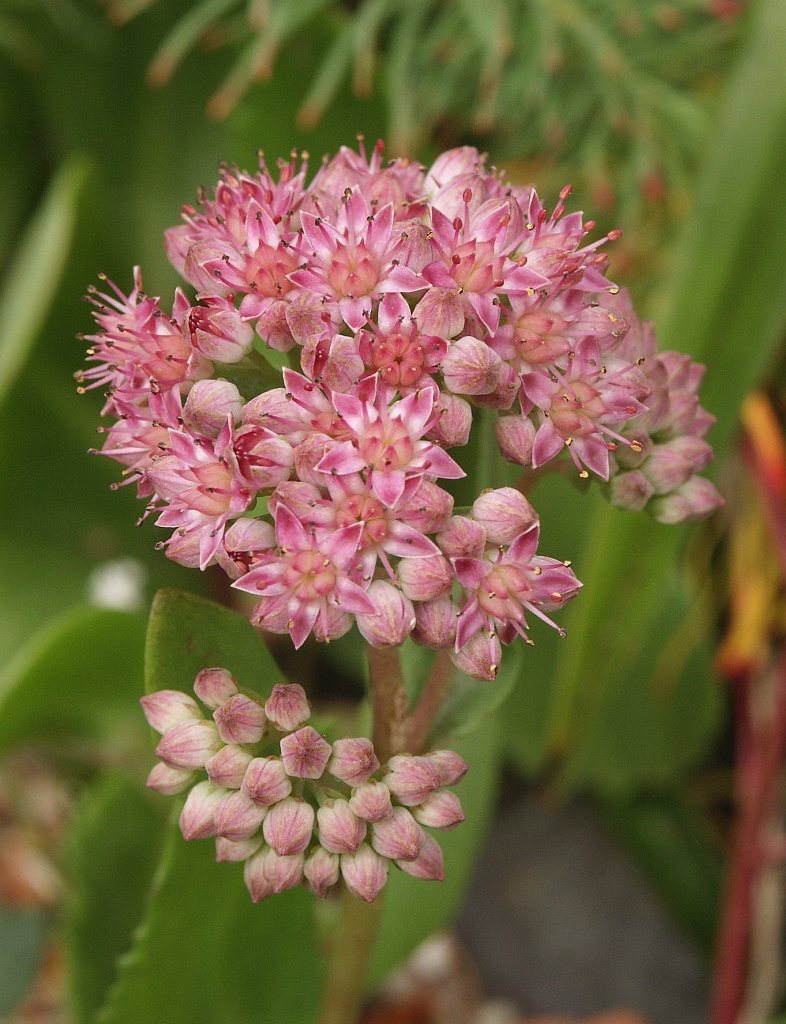
Purpur-Fetthenne
(Hylotelephium telephium subsp. telephium), Blütenstand

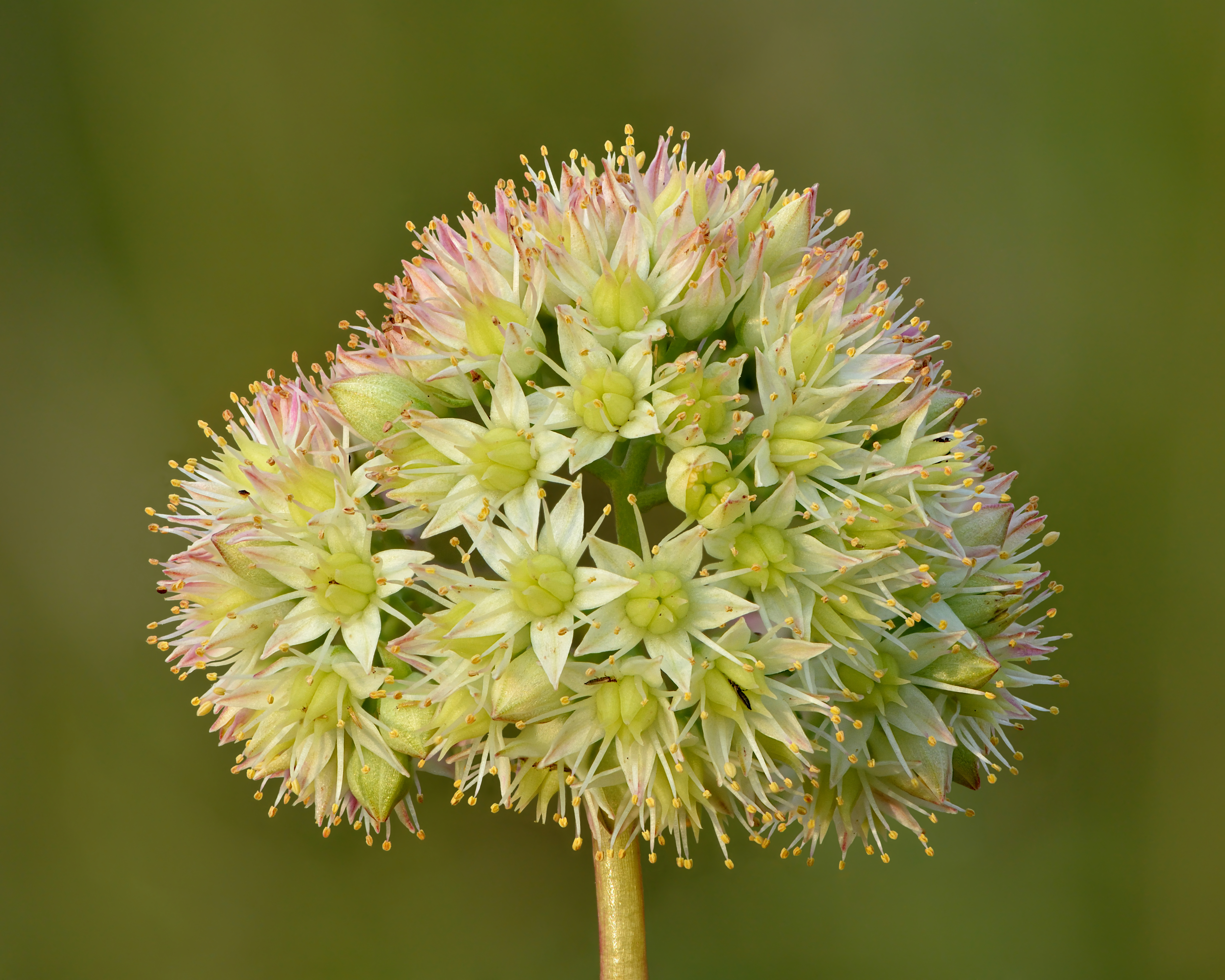
Blütenstand der Großen Fetthenne

Es werden bei der Art Hylotelephium telephium folgende Unterarten unterschieden:
- Hylotelephium telephium subsp. maximum (L.) H.Ohba, Syn.: Sedum telephium subsp. maximum (L.) Krocker, Sedum maximum (L.) Hoffm.:
Mit meist gelbgrünen Blüten, eiförmigen oberen Stängelblättern mit schwach stängelumfassenden Grund. Die ökologischen Zeigerwerte nach Landolt et al. 2010 für diese Unterart sind in der Schweiz: Feuchtezahl F = 2w+ (mäßig trocken aber stark wechselnd), Lichtzahl L = 4 (hell), Reaktionszahl R = 3 (schwach sauer bis neutral), Temperaturzahl T = 3+ (unter-montan und ober-kollin), Nährstoffzahl N = 3 (mäßig nährstoffarm bis mäßig nährstoffreich), Kontinentalitätszahl K = 4 (subkontinental).[1] Im Kanton Wallis steigt diese Unterart bis 1750 Meter Meereshöhe auf.[2]
- Hylotelephium telephium subsp. telephium, Syn.: Sedum telephium subsp. purpureum (L.) Hartm., Sedum telephium L. s. str., Sedum purpurascens W.D.J.Koch
mit rosaroten, über der Mitte zurückgebogenen Blütenblättern und gegenständigen länglich-lanzettlichen oberen Stängelblättern mit keilförmigem Grund. Auf steinigen Böden und Felsen, vorwiegend in Zentral- und Osteuropa. Die ökologischen Zeigerwerte nach Landolt et al. 2010 sind für diese Unterart in der Schweiz: Feuchtezahl F = 2w+ (mäßig trocken aber stark wechselnd), Lichtzahl L = 4 (hell), Reaktionszahl R = 3 (schwach sauer bis neutral), Temperaturzahl T = 3+ (unter-montan und ober-kollin), Nährstoffzahl N = 3 (mäßig nährstoffarm bis mäßig nährstoffreich), Kontinentalitätszahl K = 4 (subkontinental).[1] Diese Unterart steigt im Engadin bis 1780 Meter Meereshöhe auf.[2]
- Hylotelephium telephium subsp. fabaria (W.D.J.Koch) H.Ohba, Syn.: Sedum telephium subsp. fabaria (W.D.J.Koch) Kirschl., Sedum fabaria W.D.J.Koch
mit purpurnen, gerade abstehenden Blütenkronblättern und wechselständigen, länglich-lanzettlichen oberen Stängelblättern, die am Grund stielartig verschmälert sind. Auf feuchten und schattigen Felsen in Zentral- und Westeuropa.  Die ökologischen Zeigerwerte nach Landolt et al. 2010 sind für diese Unterart in der Schweiz: Feuchtezahl F = 2+w+ (frisch aber stark wechselnd), Lichtzahl L = 4 (hell), Reaktionszahl R = 2 (sauer), Temperaturzahl T = 3+ (unter-montan und ober-kollin), Nährstoffzahl N = 3 (mäßig nährstoffarm bis mäßig nährstoffreich), Kontinentalitätszahl K = 2 (subozeanisch).[1] Diese Unterart steigt im Kanton Fribourg bis 1100 Meter Meereshöhe auf.[2]
- Hylotelephium telephium subsp. ruprechtii (Jalas) H.Ohba, Syn.: Sedum telephium sensu Boriss.; Hylotelephium maximum subsp. ruprechtii (Jalas) Dostál
mit hellgelben Blüten und stängelumfassenden Blättern. Kommt in Europa im Osten und Nordosten vor[3], außerdem im Kaukasusgebiet und im westlichen Sibirien.[4]